# Eleanor Robson
Eleanor Robson (Regne Unit, 1969) és una professora d'Història Antiga del Pròxim Orient al Departament d'Història del University College de Londres, membre de l'Institut britànic per l'Estudi de l'Iraq i un participa a l'All Souls College d'Oxford.
Robson és autora o coautora de diversos llibres de la cultura de Mesopotàmia i la història de les matemàtiques. El 2003 va guanyar el premi Lester R. Ford de l'Associació Matemàtica d'Amèrica per la seva feina sobre Plimpton 322, una tauleta d'argila de matemàtiques babilòniques. Contràriament a les anteriors teories que indicaven que aquesta tauleta representava ternes pitagòriques, Robson va mostrar que podria ser una col·lecció d'exercicis escolars per solucionar equacions quadràtiques. També ha estat àmpliament citada per la seva crítica al fracassat intent del govern dels Estats Units per impedir el saqueig del Museu Nacional d'Iraq durant la Guerra d'Iraq de 2003.